# Watrous (circonscription saskatchewanaise)
Pour les articles homonymes, voir Watrous et Vonda (homonymie).
Circonscription électorale provinciale du Canada
Watrous (initialement connue sous le nom de Vonda) est une ancienne circonscription électorale provinciale de la Saskatchewan au Canada. Elle est représentée à l'Assemblée législative de la Saskatchewan de 1908 à 1975 et de 1995 à 2003.

## Liste des députés
1908-1934
| Parlement | Années    | Député           | Député                       | Parti   |
| Vonda     | Vonda     | Vonda            | Vonda                        | Vonda   |
| --------- | --------- | ---------------- | ---------------------------- | ------- |
| 2e        | 1908–1999 |                  | Albert Frederick Totzke (en) | Libéral |
| 3e        | 1912–1917 |                  | Albert Frederick Totzke (en) | Libéral |
| 4e        | 1917–1921 | James Hogan (en) |                              | Libéral |
| 5e        | 1921–1925 | James Hogan (en) |                              | Libéral |
| 6e        | 1925–1929 | James Hogan (en) |                              | Libéral |
| 7e        | 1929–1934 | James Hogan (en) |                              | Libéral |

1934-1975
| Parlement                             | Années    | Député                   | Député                    | Parti         |
| Watrous                               | Watrous   | Watrous                  | Watrous                   | Watrous       |
| ------------------------------------- | --------- | ------------------------ | ------------------------- | ------------- |
| 8e                                    | 1934–1938 |                          | Bertram Gilroy Clement    | Libéral       |
| 9e                                    | 1938–1944 | Frank Stephen Krenn (en) |                           | Libéral       |
| 10e                                   | 1944–1948 |                          | James Andrew Darling (en) | CCF           |
| 11e                                   | 1948–1952 |                          | James Andrew Darling (en) | CCF           |
| 12e                                   | 1952–1956 |                          | James Andrew Darling (en) | CCF           |
| 13e                                   | 1956–1960 |                          | James Andrew Darling (en) | CCF           |
| 14e                                   | 1960–1964 | Hans Broten (en)         |                           | CCF           |
| 15e                                   | 1964–1967 | Hans Broten (en)         |                           | CCF           |
| 16e                                   | 1967–1971 |                          | Percy Schmeiser           | Libéral       |
| 17e                                   | 1971–1975 |                          | Don Cody                  | Néo-démocrate |
| Circonscription fusionnée à Arm River |           |                          |                           |               |

1995-2003
| Parlement                                        | Années    | Député  | Député         | Parti           |
| Watrous                                          | Watrous   | Watrous | Watrous        | Watrous         |
| ------------------------------------------------ | --------- | ------- | -------------- | --------------- |
| 23e                                              | 1995–1999 |         | Eric Upshall   | Néo-démocrate   |
| 24e                                              | 1999–2003 |         | Donna Harpauer | Saskatchewanais |
| Circonscription dissoute parmi Arm River-Watrous |           |         |                |                 |

## Résultats électoraux
Watrous (1995-2003)

Watrous (1934-1975)

Vonda (1908-1934)